# Seroczyn (gromada)
Seroczyn – dawna gromada, czyli najmniejsza jednostka podziału terytorialnego Polskiej Rzeczypospolitej Ludowej w latach 1954–1972.
Gromady, z gromadzkimi radami narodowymi (GRN) jako organami władzy najniższego stopnia na wsi, funkcjonowały od reformy reorganizującej administrację wiejską przeprowadzonej jesienią 1954 do momentu ich zniesienia z dniem 1 stycznia 1973, tym samym wypierając organizację gminną w latach 1954–1972.
Gromadę Seroczyn z siedzibą GRN w Seroczynie utworzono – jako jedną z 8759 gromad – w powiecie siedleckim w woj. warszawskim, na mocy uchwały nr VI/10/18/54 WRN w Warszawie z dnia 5 października 1954. W skład jednostki weszły obszary dotychczasowych gromad Borki, Jedlina, Kołodziąż, Łomnica i Seroczyn ze zniesionej gminy Wodynie w powiecie siedleckim oraz obszar dotychczasowej gromady Żebraczka ze zniesionej gminy Iwowe w powiecie mińskim (woj. warszawskie), a także obszary dotychczasowych gromad Rudnik Duży i Rudnik Mały oraz przysiółek Kochany z dotychczasowej gromady Jamielne ze zniesionej gminy Prawda w powiecie łukowskim w woj. lubelskim. Dla gromady ustalono 22 członków gromadzkiej rady narodowej.
Gromada przetrwała do końca 1972 roku, czyli do kolejnej reformy gminnej.